# 1992 EW7
1992 EW7 är en asteroid i huvudbältet som upptäcktes den 2 mars 1992 av UESAC vid La Silla-observatoriet.